# Grup de la beraunita
El grup de la beraunita és un grup de minerals de la classe dels fosfats que cristal·litzen en el sistema monoclínic. El grup està format per quatre espècies minerals: beraunita, ferroberaunita, tvrdýita i zincoberaunita.
| Espècie        | Fórmula                             |
| -------------- | ----------------------------------- |
| Beraunita      | Fe3+ 6(PO₄)₄O(OH)₄·6H₂O             |
| Ferroberaunita | Fe2+Fe3+ 5(PO₄)₄(OH)₅·6H₂O          |
| Tvrdýita       | Fe2+Fe3+ 2Al₃(PO₄)₄(OH)₅(H₂O)₄·2H₂O |
| Zincoberaunita | ZnFe3+ 5(PO₄)₄(OH)₅·6H₂O            |

Segons la classificació de Nickel-Strunz, la beraunita pertany a «08.DC: Fosfats, etc. només amb cations de mida mitjana, (OH, etc.):RO₄ = 1:1 i < 2:1» juntament amb els següents minerals: nissonita, eucroïta, legrandita, strashimirita, arthurita, earlshannonita, ojuelaita, whitmoreita, cobaltarthurita, bendadaita, kunatita, kleemanita, bermanita, coralloita, kovdorskita, ferristrunzita, ferrostrunzita, metavauxita, metavivianita, strunzita, gordonita, laueita, mangangordonita, paravauxita, pseudolaueita, sigloita, stewartita, ushkovita, ferrolaueita, kastningita, maghrebita, nordgauita, tinticita, vauxita, vantasselita, cacoxenita, gormanita, souzalita, kingita, wavel·lita, allanpringita, kribergita, mapimita, ogdensburgita, nevadaita i cloncurryita. Les altres tres espècies del grup han estat descobertes posteriorment a l'elaboració d'aquesta classificació.
Als territoris de parla catalana ha estat descrita la beraunita: al camp de pegmatites d'Argelers (Rosselló); a la mina Elvira, a Gavà (Baix Llobregat); al turó de Montcada (Montcada i Reixac, Vallès Occidental); a Cornudella de Montsant (Priorat) i al camp de pegmatites de Cotlliure, al Rosselló, on abans es coneixia com a eleonorita. La ferroberaunita també ha estat trobada al camp de pegmatites d'Argelers.